# 4900
4900（四千九百、よんせんきゅうひゃく）は自然数、また整数において、4899の次で4901の前の数である。

## 性質
- 4900は合成数。約数は 1, 2, 4, 5, 7, 10, 14, 20, 25, 28, 35, 49, 50, 70, 98, 100, 140, 175, 196, 245, 350, 490, 700, 980, 1225, 2450, 4900 である。
  - 約数の和は12369。
- 4900 = 702
  - 70番目の平方数である。1つ前は4761、次は5041。
  - n = 2 のときの 70n の値とみたとき1つ前は70、次は343000。
- 24番目の四角錐数である。1つ前は4324、次は5525。
  - 四角錐数で、かつ平方数である数は1と4900だけである。
- 約数の和が4900になる数は1個ある。(4537) 約数の和1個で表せる717番目の数である。1つ前は4890、次は4904。
- 各位の和が13になる335番目の数である。1つ前は4810、次は5008。
- 4900 = 49301 − 301 = 49302 − 305
  - a > 1 , b > 1 のとき ax − by = c を成り立たせる自然数 x , y の解を2つもつ11番目の数で最大の数と予想されている。1つ前は1215。(オンライン整数列大辞典の数列 A236211)